# Park Centralny w Białymstoku
 Park Centralny – park miejski w Białymstoku o powierzchni 3,27 ha położony w centrum miasta, znajdujący się w obrębie ulic: Kijowskiej, Sosnowej, K. Kalinowskiego, J. Mariańskiego oraz placu Niezależnego Zrzeszenia Studentów.

## Historia parku
Cały park Centralny utworzony został na miejscu zniszczonego najpierw przez hitlerowców, a później władze ludowe PRL, XIX-wiecznego cmentarza rabinackiego (kirkutu), który zajmował teren między ulicami Kalinowskiego a nieistniejącą już w większej części ulicą Odeską. Do 2007 roku w parku Centralnym znajdowała się macewa upamiętniająca cmentarz rabinacki – przeniesiona później na cmentarz żydowski na ul. Wschodniej. W parku istnieje ekologiczny rekreacyjny plac zabaw dla dzieci. Od strony Placu Niezależnego Zrzeszenia Studentów mieści się Pomnik Bohaterów Ziemi Białostockiej składający się z betonowych, wysokich na 17 m kolumn, złączonych ze sobą monumentalną miedzianą koroną drzew, gdzie umieszczono w niej niby w gnieździe orła z rozpostartymi skrzydłami.
Na terenie parku zbudowano w roku 1974 amfiteatr im. Czesława Niemena ze sceną o powierzchni 200 m² i trybunami na 3,5 tysiąca miejsc. W latach 2006–2012 na jego miejscu powstała Opera i Filharmonia Podlaska – Europejskie Centrum Sztuki w Białymstoku. W północno-zachodniej części parku u jego podnóża mieści się Białostocki Teatr Lalek. Park Centralny jest jednym z punktów otwartego w czerwcu 2008 r. Szlaku Dziedzictwa Żydowskiego w Białymstoku opracowanego przez grupę doktorantów i studentów UwB – wolontariuszy Fundacji Uniwersytetu w Białymstoku. Od grudnia 2012 r. fragment parku sąsiadujący z Operą i Teatrem Lalek nosi nazwę Placu Stanisława Moniuszki.

## Otoczenie parku
Na terenie parku znajdują się m.in.::
- pomnik Bohaterów Ziemi Białostockiej zaprojektowany przez B. Chmielewskiego i M. Zbichorskiego,
- Białostocki Teatr Lalek zaprojektowany przez warszawskich architektów: Kłyszewskiego, Mokrzyńskiego i Wierzbickiego,
- Opera i Filharmonia Podlaska – Europejskie Centrum Sztuki,
- Cerkiew św. Marii Magdaleny, której kolatorem był w XVIII wieku Jan Klemens II Branicki.

## Galeria

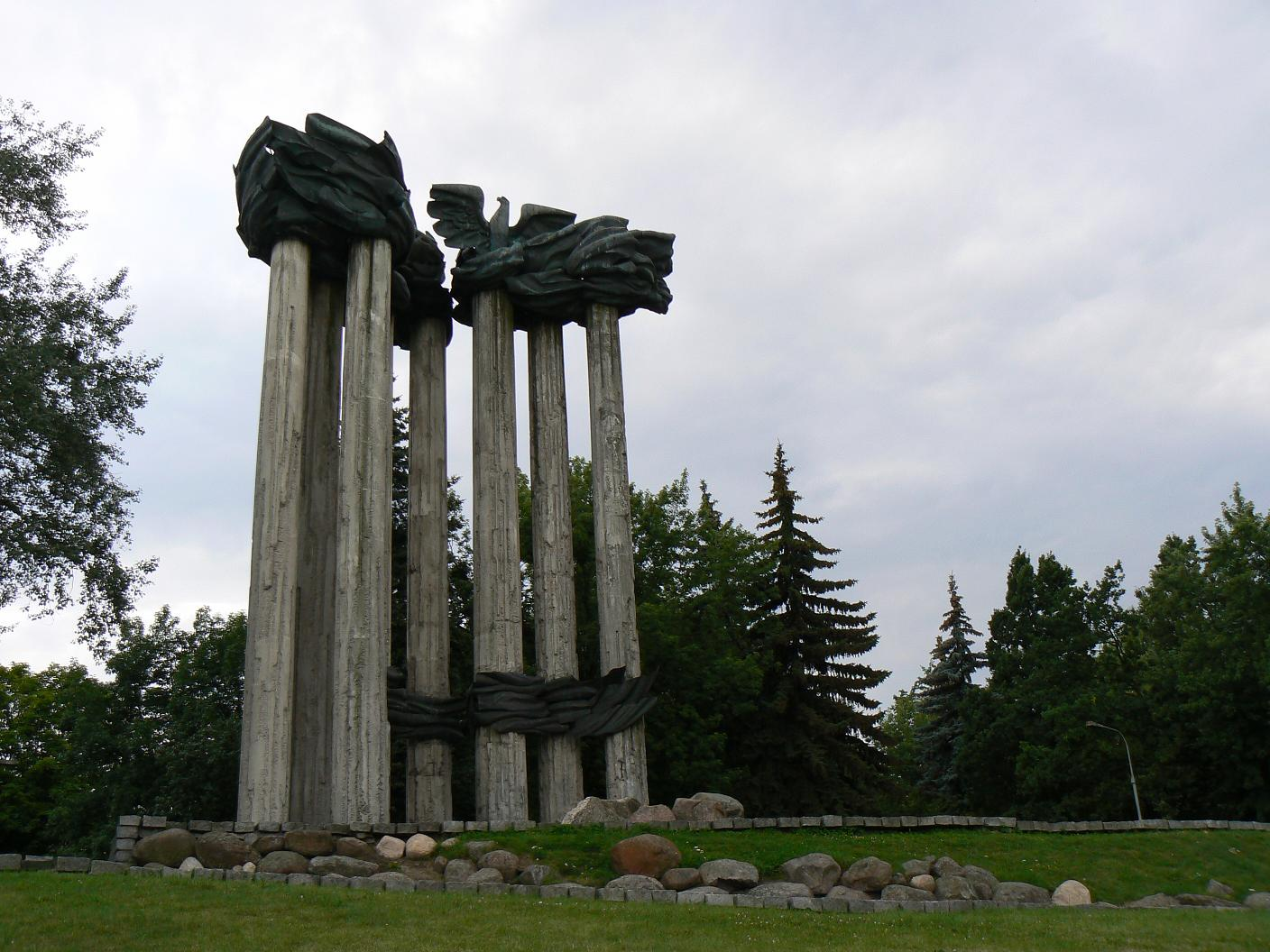
Pomnik Bohaterów Ziemi Białostockiej
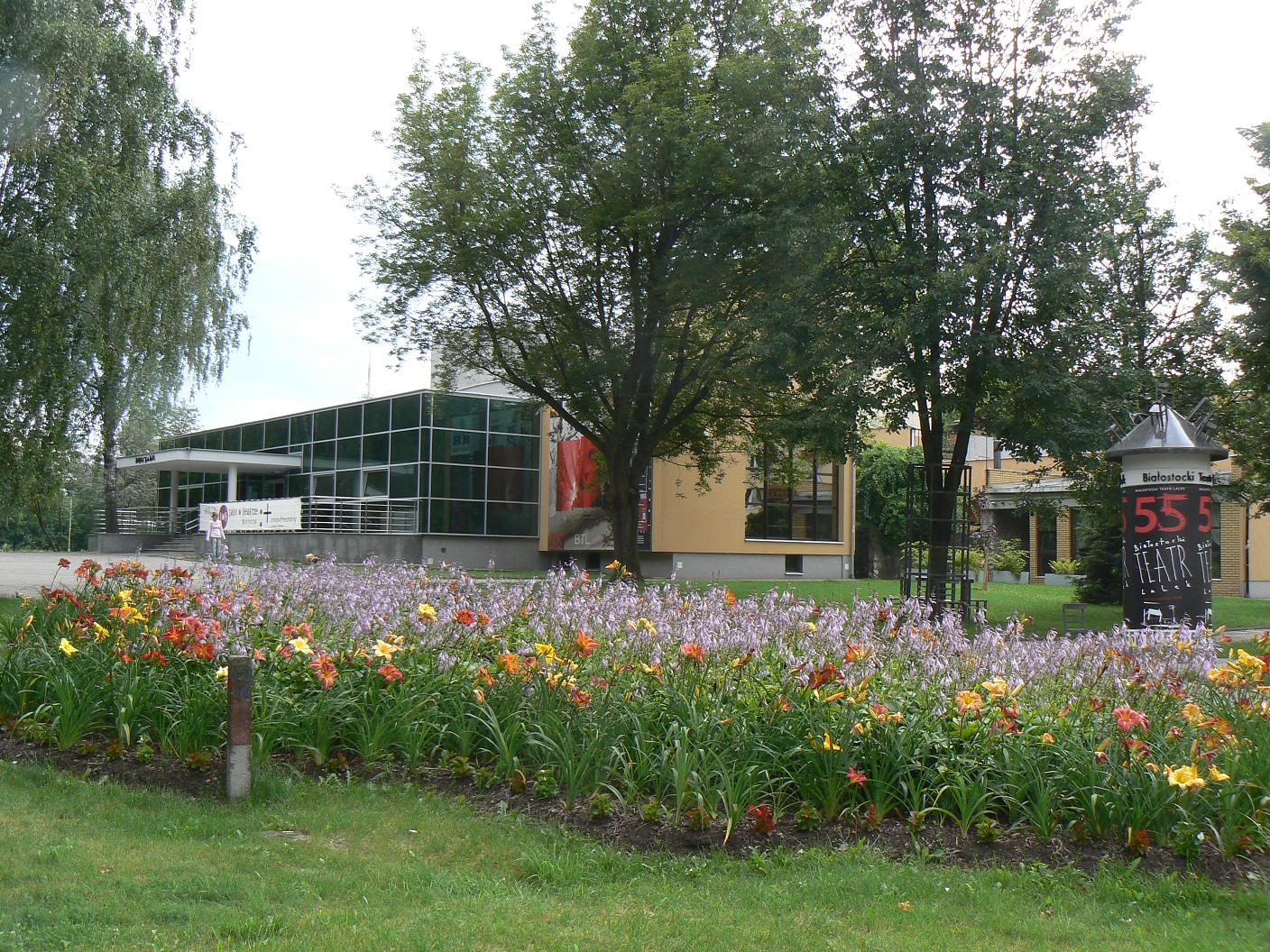
Widok Białostockiego Teatru Lalek od ulicy Kalinowskiego
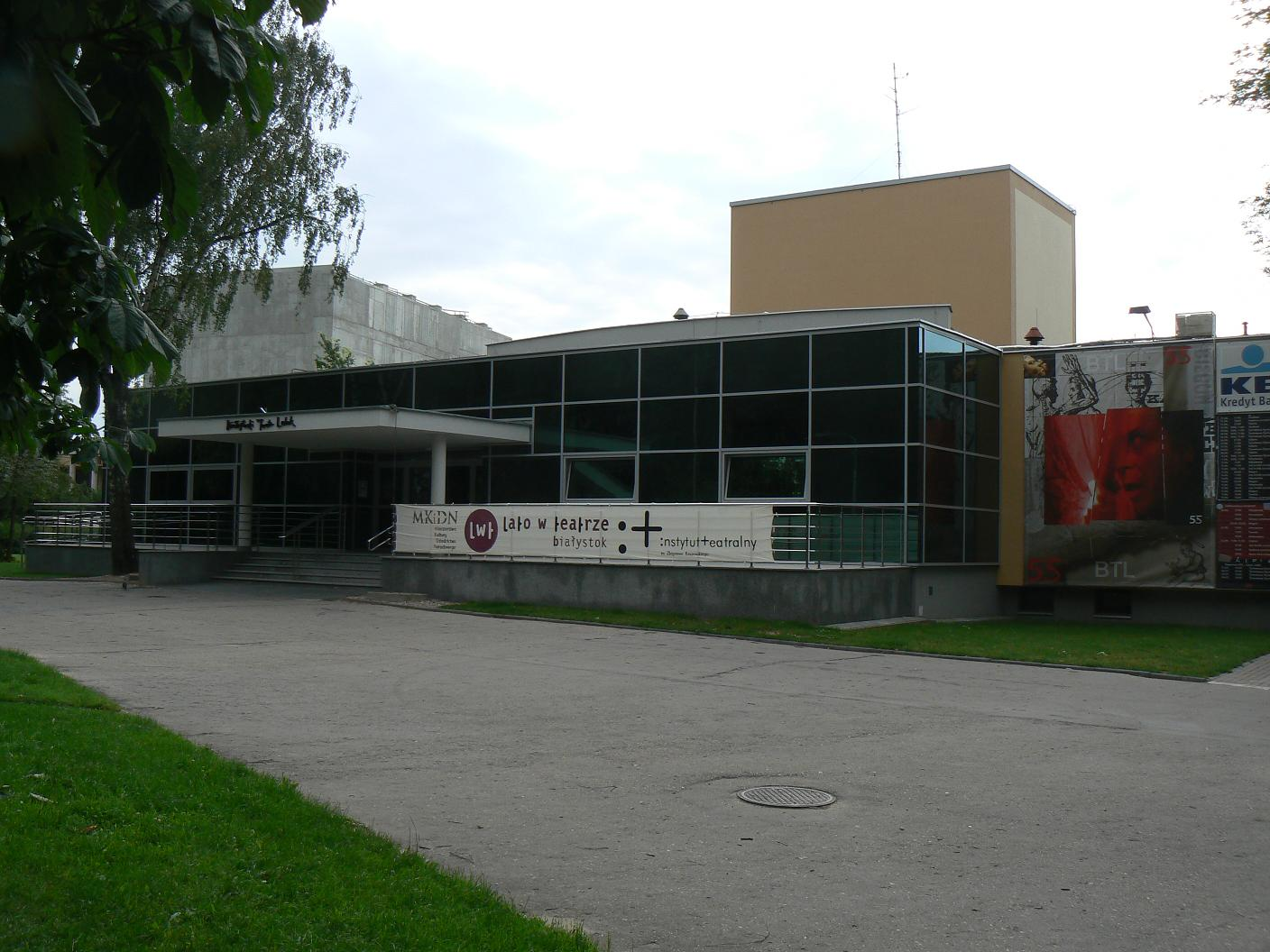
Widok na wejście do Białostockiego Teatru Lalek od ul. Kalinowskiego
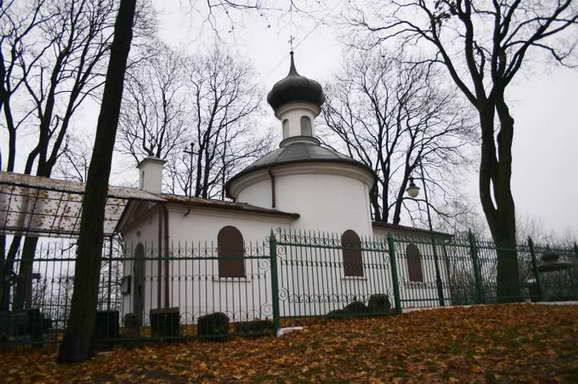
Cerkiew św. Marii Magdaleny ul. Kalinowskiego